# KSL-TV
KSL-TV est une station de télévision américaine de langue anglaise affiliée au réseau NBC située à Salt Lake City dans l'État de l'Utah appartenant à Bonneville International, propriété de l'Église de Jésus-Christ des saints des derniers jours. Elle diffuse à partir d'une tour dans l'ouest de la ville sur le canal 5 d'une puissance de 398 kW et couvre presque tout l'État de l'Utah à l'aide de nombreux ré-émetteurs.

## Histoire
KSL-TV a été lancé le 1er juin 1949 par Deseret News, aussi propriétaire de la station de radio KSL AM 1160, en tant qu'affilié du réseau CBS. En 1964, la division de radiodiffusion de l'Église est devenue Bonneville International.
En 1995, NBC a fait un échange de stations avec CBS. L'affiliation CBS est allée à KUTV (en), et NBC a donc choisi KSL-TV.
KSL-TV a été la station hôte des Jeux olympiques d'hiver de 2002 tenus à Salt Lake City.

## Programmation
KSL-TV diffuse la majorité de la programmation du réseau NBC ainsi que des émissions produites localement à l'intention de la communauté mormon.
Parmi les émissions et séries du réseau NBC que la station a refusé de diffuser, on retrouve Coupling (2003), Saturday Night Live, Poker After Dark (2007-2011), The Playboy Club (2011), The New Normal (2012-2013), puis Hannibal (2013) après le quatrième épisode.
Le 28 juin 2013, KSL annonce que Saturday Night Live reviendra à l'horaire à l'automne, mais déplace la feuilleton d'après-midi Days of our Lives dans la nuit à 1 h 7, probablement en raison de l'histoire romantique des personnages ouvertement gays.

## Télévision numérique terrestre
| Canal virtuel | Video | Aspect | Programmation                         |
| ------------- | ----- | ------ | ------------------------------------- |
| 5.1           | 1080i | 16:9   | Programmation principale KSL-TV / NBC |
| 5.2           | 1080i | 16:9   | Cozi TV                               |
| 5.3           | 480i  | 16:9   | Cozi TV                               |